# Стадион Провиденс
Стадион Провиденс (енгл. Providence Stadium) је спортски стадион у Гвајани, који замењује Бурду као национални стадион. Стадион је изграђен посебно да буде домаћин утакмица Супер Ејт на Светском првенству у крикету 2007. одржаном у марту и априлу 2007.
Стадион је угостио шест утакмица Светског купа између 28. марта 2007. и 9. априла 2007. године, од којих је најзначајнија утакмица између Шри Ланке и Јужне Африке у којој је брзи куглаш Шри Ланке Ласит Малинга постао први Крикеташ у историји међународног крикета који је узео четири викета од четири узастопне лопте. Стадион је изграђен првенствено за утакмице крикета, стадион се може претворити у вишенаменски објекат.

## Историја стадиона
Стадион је изграђен за Светско првенство у крикету 2007. године, стадион је био домаћин шест једнодневних интернационалних такмичења у оквиру тог такмичења, све у фази Супер Ејтса. Од јуна 2016. године стадион је био домаћин на још десет ОДИ утакмица за Светско првенство 2007. године укључујући три историјске утакмице дан/ноћ током Три серије 2016. године која је укључивала Западну Индију, Аустралију и Јужну Африку. Ова серијаје била да је први пут да се сваки ОДИ меч игра под рефлекторима на Карибима.
Провиденс је био домаћин свог првог тест меча 2008. године, са Шри Ланком као гостујућим тимом, али није био домаћин другог теста све до маја 2011, када су Западна Индија победила Пакистан. То је такође било једно од места одржавања Ворлд твенти20 2010. године, где је одржано шест мечева групне фазе, укључујући 2 меча са Западном Индијом.
Стадион је такође био домаћин других спортова осим крикета, укључујући фудбал, а такође је био домаћин такмичења у рагби седам на Играма Централне Америке и Кариба 2010. године. Ту су такође одржане церемоније отварања и затварања, као и бројни супер концерти одржани за Карифест10. Са појавом Карипске Премијер лиге, стадион је постао домаћи терен за франшизу Гвајана Амазон вориорс који је домаћин утакмица лиге у свакој од прве три сезоне.
Стадион је изградила Влада Гвајане уз значајну финансијску помоћ Владе Индије. Дизајнирао га је Р.К. & Асосиејтс (Ram Kishan and Associates - Архитекте, инжењери, планери) и конструисала Шапурји Палоњи Груп. Поплаве 2005. године су успориле припрему локације и одложиле почетак изградње, која је почела у мају 2005. године. Трошкови изградње се процењују на 25.000.000 америчких долара.
Са капацитетом од 15.000 људи, стадион Провиденс је једна од највећих спортских арена у Гвајани, а сада је домаћин пробног крикета уместо Бурде. Комплекс обухвата тржни центар и луксузне апартмане. Хотел Принцес Интернационал се налази поред стадиона.